# Oreste Chlopecki
Oreste Víctor Chlopecki ist ein argentinischer Opernsänger (Bass), Chorleiter und Komponist.

## Leben
Chlopecki studierte an der Universidad Nacional de La Plata und hatte Gesangsunterricht bei Eduardo Cittanti und María Pia Girolla. Er wirkte an der UNLP als Dozent für Musiksprache, Kontrapunkt und Vokalarrangement. Er ist Leiter des  Coro Polifónico Municipal de Lezama, des Coro Mixto Castelli, des Coro Mixto Chascomús und des Chores der Gruppe Cámara en Espacios alternativos. Neben Chor- und Orchesterarrangements komponierte er auch Film- und Schauspielmusiken.
Als Sänger trat Chlopecki u. a. am Teatro Colón in Buenos Aires, dem Teatro Argentino und dem Teatro Coliseo in La Plata, dem Teatro Avenida, dem Centro Cultural San Martin und dem Teatro Coliseo in Buenos Aires, dem Teatro El Circulo in Rosario und dem Teatro Colón in Mar del Plata auf. Er sang dabei Solopartien u. a. in Mozarts Requiem, Beethovens Neunter Sinfonie, Dvořáks Stabat Mater und Bruckners Te Deum, in
Verdis Aida, Rigoletto und La traviata, Mozarts Die Zauberflöte, Don Giovanni und Die Hochzeit des Figaro, Giacomo Puccinis Madama Butterfly und La Bohème, Igor Strawinskis Oedipus Rex und Krzysztof Pendereckis Ubu Rex.